# Новорахинское сельское поселение
Новорахинское се́льское поселе́ние — муниципальное образование в Крестецком районе Новгородской области Российской Федерации.
Административный центр — деревня Новое Рахино.

## География
Территория сельского поселения расположена в центральной части Новгородской области, к юго-востоку от посёлка Крестцы.
По территории муниципального образования протекает река Холова.
Через южную часть поселения проходит среднее течение реки Полометь.

## История
В XV—XVII веках территория Новорахинского сельского поселения соответствовала территории Локоцкого, северных частей Яжелбицкого и Налесского, и юго-восточной части Листовского погостов Деревской пятины Новгородской земли.
В 1776—1796, 1802—1922 территория современного Новорахинского поселения находилась в Крестецком, а в 1796—1802, 1922—1927 — в Валдайском уезде Новгородской губернии.
В начале XIX века на территории современного Новорахинского поселения были образованы 2 волости:
- Рахинская волость с центром в селе Рахино и
- Китовская волость с центром в селе Локотско.

После открытия в 1834 году нового «Московского шоссе» на его пересечении со старой дорогой из Рахино в центр соседней Китовской волости Локотско преимущественно выходцами из Рахино стала создаваться новая деревня, получившая название Новое Рахино. На карте 1844 года из них пока отмечено только Рахино, впоследствии получившее название Старое.
В деревне Старое Рахино родился народный промысел Крестецкая строчка.
В 1924 году Рахинская волость была включена в состав Крестецкой волости, а Китовская — в состав Лучкинской.
В 1925 году центром Лучкинской волости стало село Локотско, волость переименована в Локотскую.
В 1927 волости были упразднены; территории Крестецкой и бывшей Китовской волостей, то есть, вся территория современного Новорахинского поселения, — вошли в образованный Крестецкий район Новгородского округа Ленинградской области.
В 1944—1963, 1965—по настоящее время — территория современного Новорахинского поселения — целиком в Крестецком районе Новгородской области, за исключением деревни Зелёный Бор, находившейся в 1960—1963 в Лычковском районе.
В 1963—1965 — в Валдайском сельском районе.
В 1922—1924 Новорахинский сельсовет — в составе Рахинской, а в 1924—1927 — Крестецкой волости Валдайского уезда.
С 1927 — в Крестецком районе.
В 1928 Новорахинский сельсовет включил в себя Ярынский и Оринецкий сельсоветы, а в 1961 — Болошковский, Ламерский, Литвиновский и Старорахинский сельсоветы.
Статус и границы сельского поселения установлены Законом Новгородской области от 11 ноября 2005 года № 559-ОЗ «Об административно-территориальном устройстве Новгородской области».
Закон Новгородской области от 30 марта 2010 года N 719-ОЗ постановил «преобразовать путем объединения следующие муниципальные образования, входящие в состав территории Крестецкого муниципального района:
1) Локотское сельское поселение, Новорахинское сельское поселение и Сомёнское сельское поселение во вновь образованное муниципальное образование Новорахинское сельское поселение с определением административного центра в деревне Новое Рахино…»

## Экономика и Экология
В 2009—2011 на территории Новорахинского сельского поселения были построены и развернули деятельность 6 объектов птицеводческого комплекса предприятия «Белгранкорм — Великий Новгород», что сразу дало сотни новых рабочих мест и привело к серьёзным экологическим проблемам. Старое Рахино и Ракушино погрязли в мухах и характерном запахе.
«Белгранкорм» подвергся резкой критике. После принятия «Белгранкормом» ряда мер, в том числе исправления технологии переработки отходов, эту проблему к 2015 в значительной степени удалось решить, однако в 2017 прокурорские проверки выявили в деятельности «Белгранкорм» факты выбросов вредных веществ в атмосферный воздух без специального разрешения.
Ещё более сложной оказалась проблема загрязнения водных объектов Крестецкого района, в том числе рек Холова, Пятницкая, Ямница, отходами органического происхождения. Из-за сбросов в Холову отходов производства река перестала замерзать. Проверки «Белгранкорма» «Росприроднадзором» в 2017 выявили ряд нарушений и привели к многочисленным штрафам.
С 2010 на объектах бывшего совхоза «Озерки», действовавшего на территории бывшего Сомёнского сельского поселения, «Белгранкорм — Великий Новгород» начал работу нового предприятия «Озерки».
В 2015 году по словам главного агронома предприятия Николая Шорстова:

Сейчас за деревней Зелёный Бор три мощных трактора с необходимыми навесными орудиями вносят удобрения, дискуют, пашут, культивируют поля, которые годами не обрабатывались.— 
В 2017 году «Белгранкорм» начал строительство к северу от деревни Ракушино нового молочного животноводческого комплекса на 700 животных стоимостью 220 млн рублей.

## Население
| 2010  | 2012  | 2013  | 2014  | 2015  | 2016  | 2017  |
| ----- | ----- | ----- | ----- | ----- | ----- | ----- |
| 1216  | ↗1271 | ↗1319 | ↗1346 | ↘1282 | ↘1281 | ↘1222 |
| 2021  |       |       |       |       |       |       |
| ↘1129 |       |       |       |       |       |       |

## Состав сельского поселения
| №  | Населённый пункт | Тип населённого пункта          | Население |
| -- | ---------------- | ------------------------------- | --------- |
| 1  | Болошково        | деревня                         | ↘2        |
| 2  | Борисово         | деревня                         | 0         |
| 3  | Бычково          | деревня                         | 3         |
| 4  | Вильи Горы       | деревня                         | 2         |
| 5  | Витебско         | деревня                         | 0         |
| 6  | Гришкино         | деревня                         | 4         |
| 7  | Гряды            | деревня                         | ↘1        |
| 8  | Давыдовщина      | деревня                         | ↗18       |
| 9  | Еваничи          | деревня                         | 18        |
| 10 | Железово         | деревня                         | 14        |
| 11 | Завысочье        | деревня                         | 6         |
| 12 | Заречье          | деревня                         | 38        |
| 13 | Зелёный Бор      | деревня                         | 12        |
| 14 | Каменка          | деревня                         | 2         |
| 15 | Кашино           | деревня                         | 13        |
| 16 | Китово           | деревня                         | 16        |
| 17 | Клокшино         | деревня                         | ↘1        |
| 18 | Колокола         | деревня                         | ↘4        |
| 19 | Косой Бор        | деревня                         | ↘0        |
| 20 | Кривой Ухаб      | деревня                         | 0         |
| 21 | Крутой Берег     | деревня                         | 4         |
| 22 | Кукуево          | деревня                         | 11        |
| 23 | Ламерье          | деревня                         | ↘18       |
| 24 | Литвиново        | деревня                         | ↘57       |
| 25 | Локотско         | деревня                         | 184       |
| 26 | Мельница         | деревня                         | 8         |
| 27 | Молчино          | деревня                         | 0         |
| 28 | Нароново         | деревня                         | 9         |
| 29 | Нестеровичи      | деревня                         | ↘16       |
| 30 | Новая Болотница  | деревня                         | ↘15       |
| 31 | Новое Рахино     | деревня, административный центр | ↘211      |
| 32 | Озерки           | деревня                         | 15        |
| 33 | Оринец           | деревня                         | →20       |
| 34 | Переезд          | деревня                         | ↘32       |
| 35 | Поцепиха         | деревня                         | ↘1        |
| 36 | Ракушино         | деревня                         | ↘54       |
| 37 | Рогвино          | деревня                         | ↘9        |
| 38 | Самлово          | деревня                         | 3         |
| 39 | Светлый          | хутор                           | 0         |
| 40 | Сидельниково     | деревня                         | 32        |
| 41 | Сомёнка          | деревня                         | 182       |
| 42 | Старково         | деревня                         | 0         |
| 43 | Старое Рахино    | деревня                         | 144       |
| 44 | Тарбаево         | деревня                         | 1         |
| 45 | Топорково        | деревня                         | 3         |
| 46 | Федосовичи       | деревня                         | 4         |
| 47 | Шутиловичи       | деревня                         | 10        |
| 48 | Ярково           | деревня                         | 10        |
| 49 | Ярынья           | деревня                         | 9         |

## Транспорт
По территории сельского поселения проходит федеральная автомобильная дорога «Россия» М10 (E 105).
А также ветка для ж/д грузовых перевозок до Крестец от станции Валдай на линии Бологое — Дно.
Из Нового Рахино есть автодороги через Локотско в Еваничи, и в Старое Рахино.
Из деревни Ярынья — в Федосивичи и Косой Бор через Ламерье.
Из деревни Старое Рахино — на север до Крестец, через Долгий Бор и Старую Болотницу; и на юг — в Сомёнку через Озерки и Рогвино (по исторической столбовой дороге), а также через Ракушино — в Сомёнку и в Зелёный Бор.